# Syndyas nitida
Syndyas nitida är en tvåvingeart som beskrevs av Friedrich Hermann Loew 1858. Syndyas nitida ingår i släktet Syndyas och familjen puckeldansflugor. Inga underarter finns listade i Catalogue of Life.